# 九市镇
九市镇，是中华人民共和国广东省肇庆市德庆县下辖的一个乡镇级行政单位。

## 行政区划
九市镇下辖以下地区：
九市社区、上垌村、九市村、扶号村、高村、辣头村、甘力村、旧圩村、洞寮村、留村、上村、江尾村、榄山村、云朗村和六冲村。